# Linderud Station
Linderud Station (Linderud stasjon) er en metrostation på Grorudbanen på T-banen i Oslo. Stationen ligger i bydelen Bjerke mellem Vollebekk og Veitvet Stationer. Stationen ligger ved en kort tunnel, der fører banen under stationsbygningen og Linderudveien.
Siemens har til huse syd for stationen, mens Bjerke videregående skole, Linderud skole og Linderud senter med bydelens administration ligger på den nordlige side. I stationsbygningen er der kiosk med gadekøkken og køreskoler.
Stationens arkitekter var Abrahamsen og Grinde, der tegnede flere af stationerne på Grorudbanen. I 2009 blev stationen ombygget til metrostandard med genåbning 17. august 2009.